# Falling in Love (Is Hard on the Knees)
Pour les articles homonymes, voir Falling in Love.
Singles de Aerosmith
Nine Lives
(1997) Hole in My Soul
(1997)
Falling in Love (Is Hard on the Knees) est une chanson du groupe de hard rock américain Aerosmith qui est apparue sur le 12e album studio du groupe, Nine Lives (1997). La chanson a été écrite par Steven Tyler, Joe Perry et Glen Ballard, qui avait signé pour produire l'album. Bien qu'il ait été retiré du rôle à mi-chemin de la production et remplacé par Kevin Shirley, Ballard était toujours crédité pour ses contributions à l'album. Il a également coécrit Pink avec Tyler et Perry et Taste of India avec Tyler et Richard Supa.
Sorti en single le 11 février 1997, la chanson a dominé le classement des singles espagnols et a atteint la deuxième place au Canada pendant un mois. Elle a également dépassé le UK Rock Chart et le Billboard Mainstream Rock Chart américain. Ailleurs, la piste a culminé au numéro quatre en République tchèque tout en atteignant le top 10 en Finlande et le top 30 en Islande, en Suède, en Suisse et au Royaume-Uni. Sur le Billboard Hot 100 américain, il a atteint le numéro 35.

## Clip
Un clip est produit par Propaganda Films pour promouvoir le single. Il est réalisé par Michael Bay avec un paysage surréaliste décrit comme « L'Armée des douze singes mixé avec Brazil ». De nombreux mannequins, comme Angie Everhart, sont présentés habillés en infirmières, dominatrices et princesses. Le clip a remporté le MTV Video Music Award pour la meilleure vidéo rock en 1997.

## Classements hebdomadaires
| Classement (1997)                         | Meilleure position |
| ----------------------------------------- | ------------------ |
| Allemagne (GfK Entertainment)             | 40                 |
| Australie (ARIA)                          | 46                 |
| Autriche (Ö3 Austria Top 40)              | 35                 |
| Canada (RPM Top Singles)                  | 2                  |
| États-Unis (Billboard Hot 100)            | 35                 |
| États-Unis (Mainstream Rock Tracks chart) | 1                  |
| Finlande (Suomen virallinen lista)        | 7                  |
| Pays-Bas (Single Top 100)                 | 76                 |
| Royaume-Uni (UK Singles Chart)            | 22                 |
| Royaume-Uni (UK Rock Chart)               | 1                  |
| Suède (Sverigetopplistan)                 | 23                 |
| Suisse (Schweizer Hitparade)              | 22                 |